# Miro ceinturé
Gennaeodryas placens
Genre
Espèce
Synonymes
 * Poecilodryas placens (protonyme)
Statut de conservation UICN

 LC  : Préoccupation mineure
Le Miro ceinturé (Gennaeodryas placens) est une espèce de passereaux de la famille des Petroicidae.

## Répartition
Il vit en Nouvelle-Guinée.

## Habitat
Il habite les forêts humides tropicales et subtropicales.
Il est menacé par la perte de son habitat.

## Sous-espèces
Il est monotypique dans son espèce.